# Slips

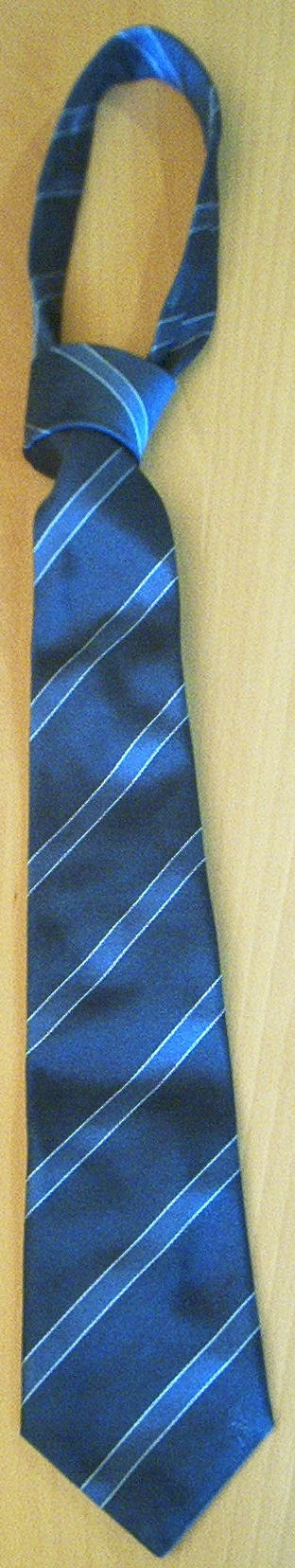
En slips.

En slips är ett smalt band av tyg knutet runt skjortkragen som oftast bärs till kavaj eller kostym tillsammans med skjorta. Slipsen är en typ av kravatt, liksom flugan, som anses ha samma ursprung. I grunden handlar det om en rosett att hålla ihop kragöppningen med, men den har egentligen ingenting med skydd mot väder och vind att göra. 
Det är främst vuxna män som använder slips, men det förekommer även bland pojkar vid högtidligare tillfällen. Det förekommer också att kvinnor använder slips för att klä upp sig på olika sätt, men slipsen ses som ett i huvudsak manligt plagg, och det är ganska ovanligt att kvinnor använder det. Dock bär tonårsflickorna ofta slips med en kjol som slutar strax ovanför knäna som en del av den skoluniform som förekommer mest i Storbritannien, men även på vissa skolor i USA, Australien och Japan.
Slips kan även ingå i arbetskläderna eller uniformen för till exempel betjänter och servitörer.
I början av 1900-talet samexisterade flugan med slipsen, men mot mitten av århundradet gick flugan ur modet, och det blev något av en manlighetsrit att lära sig knyta och bära slips i tonåren. I dag används fluga mest inom restaurang- och serviceyrken samt tillsammans med smoking och frack.
Academia Cravatica har utlyst den 18 oktober som den internationella slipsdagen och verkar för att allt fler länder runt om i världen ska uppmärksamma klädplagget.

## Etymologi
Ordet slips uppträder i svenskan under 1800-talet som lånord från tyskans Schlips som betyder "rockskört", vilket också gett upphov till engelska slip med betydelsen remsa. Äldsta kända källan på svenska härrör från september 1843, då ordet stavades med "h", shlips. Texten är en genomgång över det senaste herrmodet i Paris, publicerad i dagstidningen Svenska Biet. Det syftade tidigare i första hand på halsdukar knutna som rosetter.

## Historik

### 1600 – 1800-talet

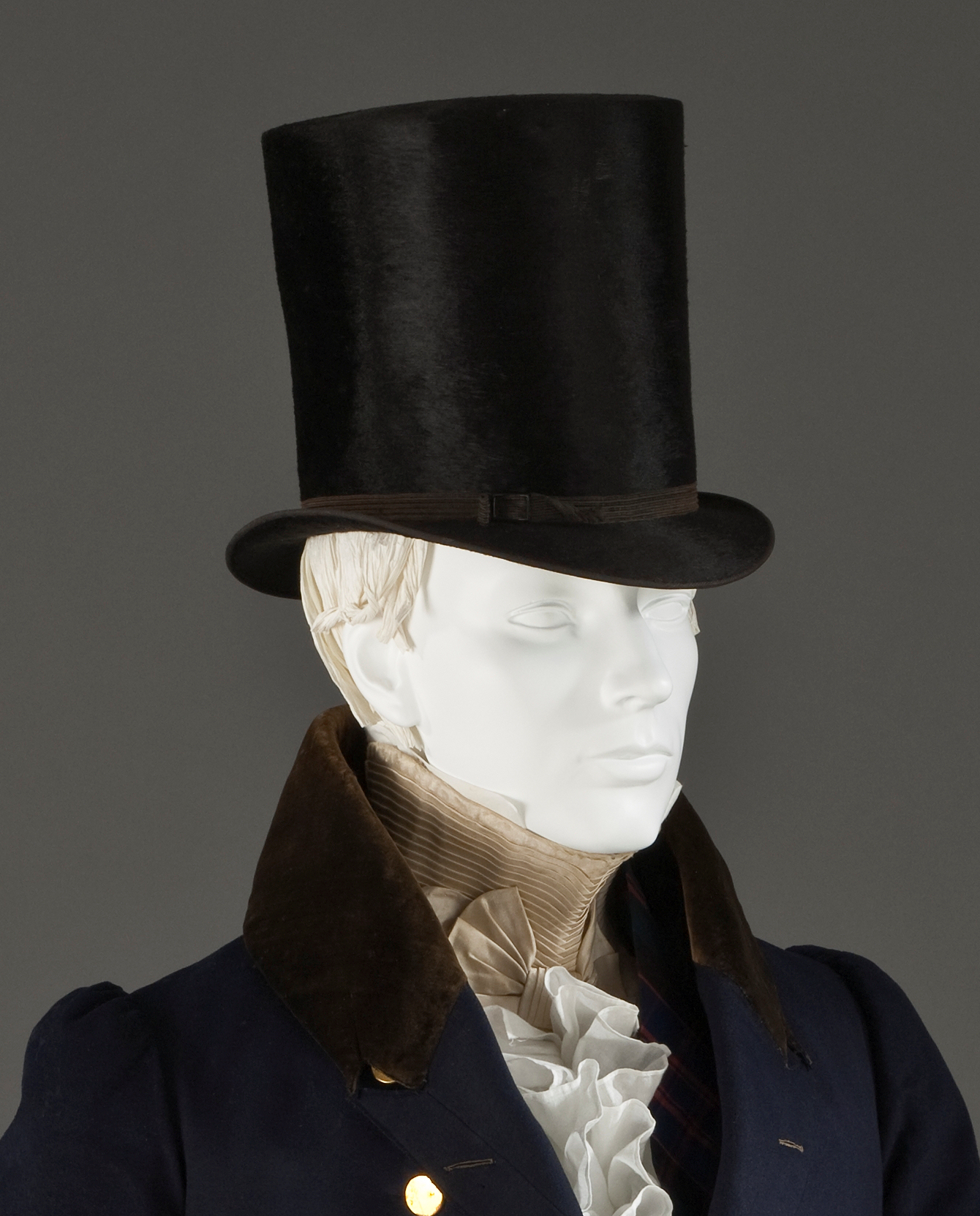
En amerikansk kravatt från 1830-talet.

Omkring år 1660 blev den modeintresserade franske kungen Ludvig XIV förtjust i de färggranna sidensjalar som kroatiska militärer bar om halsen, ett plagg som kallades kravata. Denna typ av kravatt bars även av officerare i det då mäktiga Osmanska riket. Den franske kungen började bära stora kulörta halsplagg och utrustade även sitt livgarde med schalarna, som skulle knytas och hängas på ett visst sätt.
Eftersom Frankrike var Europas högborg och trendsättare för kultur, smak och klädstil spred sig idén, bland annat till England, där plagget vidareutvecklades under 1700-talet. Vissa engelska herrar bar redan någon olika former av halsbeklädnad, men den franska var elegantare och egenheten att den måste knytas på ett visst sätt för att hänga rätt uppskattades inom den engelska överklassen. Under 1800-talets början frångick man det pompösa och gjorde dem mindre, smalare och mindre färgglada. Plagget var inte längre specifikt för adel, kungliga livvakter eller någon annan grupp. Plagget kallades fortfarande oftast för kravatt eller scarf i England. Den industriella revolutionen skapade ett behov av ett halsplagg som var lätt att ta av och på, var bekvämt och skulle kunna användas en hel arbetsdag. Den moderna slipsen föddes vid 1800-talets slut. Den var lång, tunn och lätt att knyta, och fick namnet tie, som betyder "band".

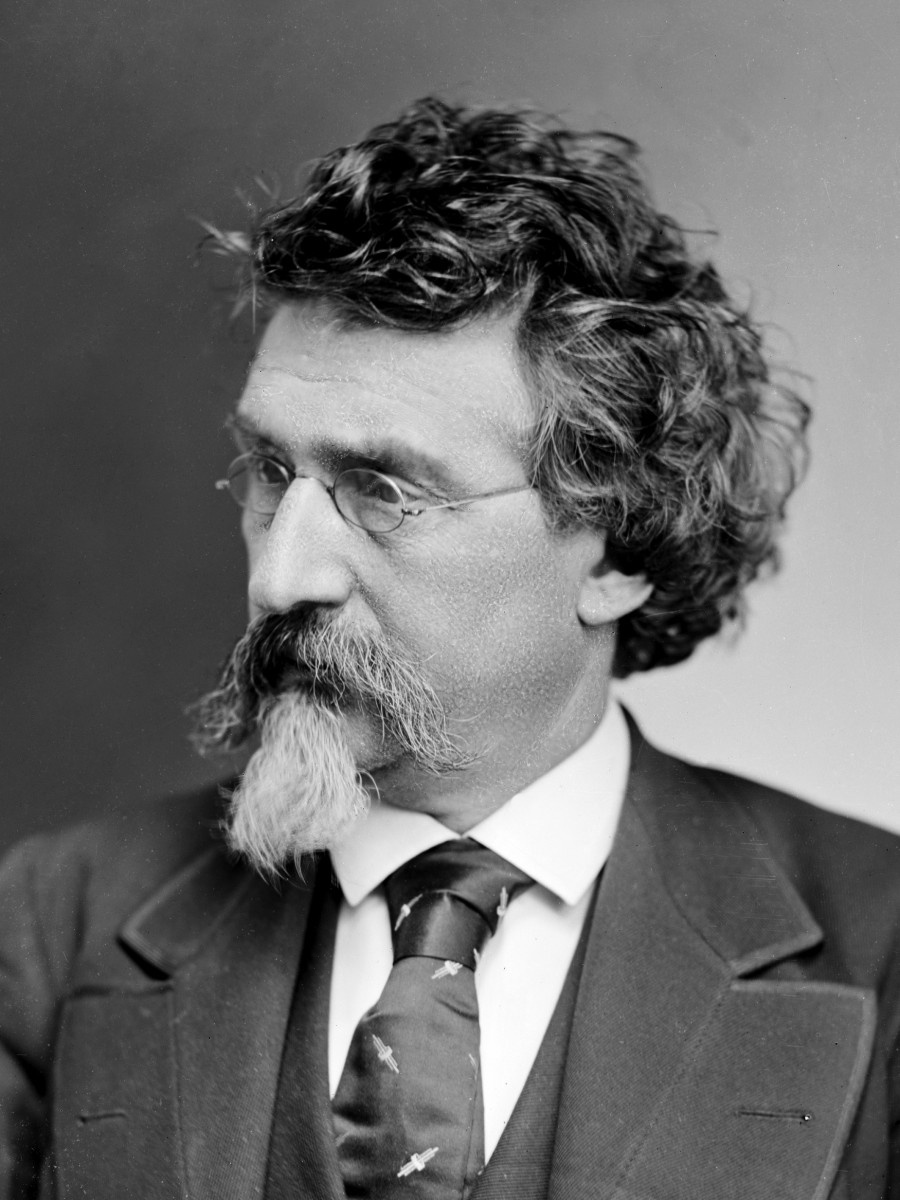
Fotografen Mathew Brady med slips, 1875.

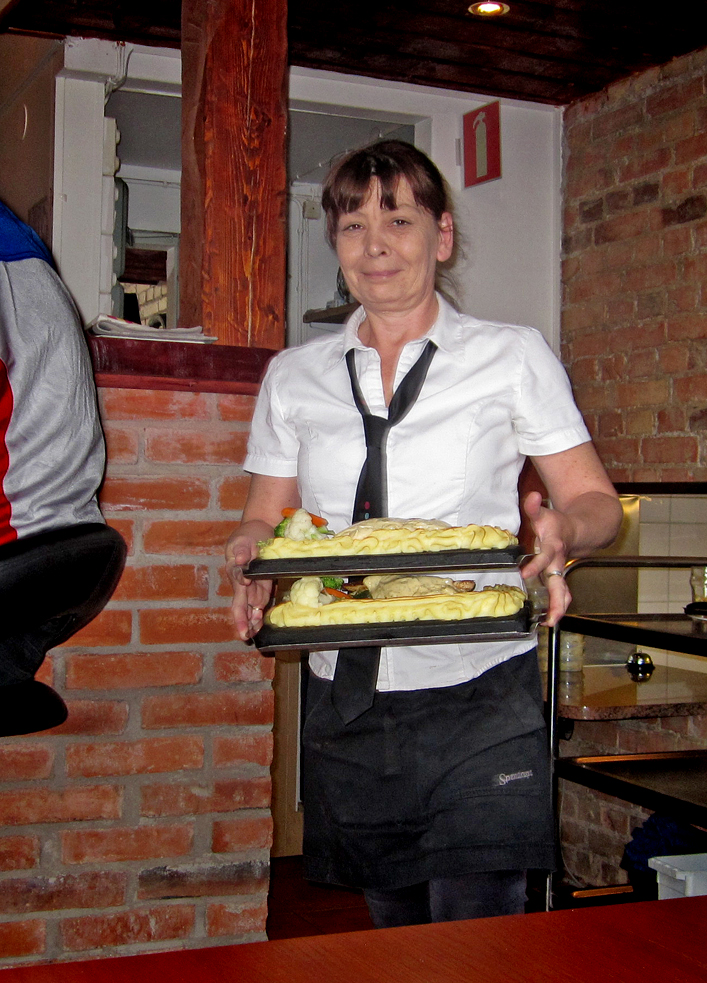
En servitris med slips på en restaurang i Ystad 2012.

Fortfarande i slutet av 1800-talet var slipsen ett plagg som främst bars av välsituerade herrar. Slipsarna specialtillverkades och material och mönster valdes hos en skicklig skräddare med tillgång till importerade tyger. Det var vanligt att byta slips flera gånger per dag, och de valdes noggrant ur garderoben. Nyrika herrar hade inte samma sorts slipsar som de allt fattigare herrgårds- och godsägare vars familjer haft sina glansdagar under feodalsamhället.

### 1900 – 2000-talet

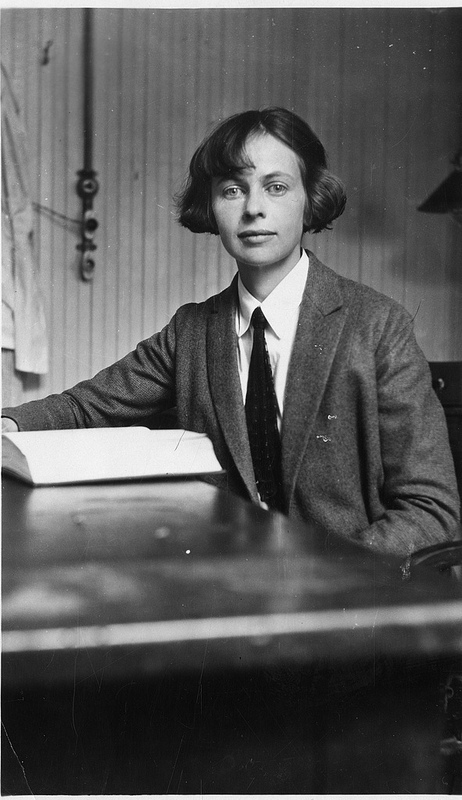
Den amerikanske biologen Gertrude Van Wagenen, fotografi från första halvan av 1900-talet.

Slipsen har sedan 1800-talets slut signalerat makt och status med anknytning till yrke och/eller sammanhang. I början av 1900-talet ökade antalet kontorsanställda och tjänstemän överlag, eftersom det växande industrisamhället krävde ett större antal administratörer. Män med sådana arbeten var tvungna att bära kostym med slips, eftersom klädseln ansågs utstråla moral, hederlighet och att en uniform klädsel stärkte normer och dygder. Detta ansågs förbättra arbetsmoral och försäljningssiffror. Dessa värderingar förekommer fortfarande hos vissa grupper. Fortfarande är det vanligt att byråkrater, politiker, tjänstemän och affärsmän bär en liknande kostym som för 100 år sedan. Slipsen har under 1900-talet endast haft konkurrens av flugan, särskilt inom gruppen akademiker, forskare, lärare och kulturpersonligheter. Flugan är dock mycket mindre populär än slipsen.

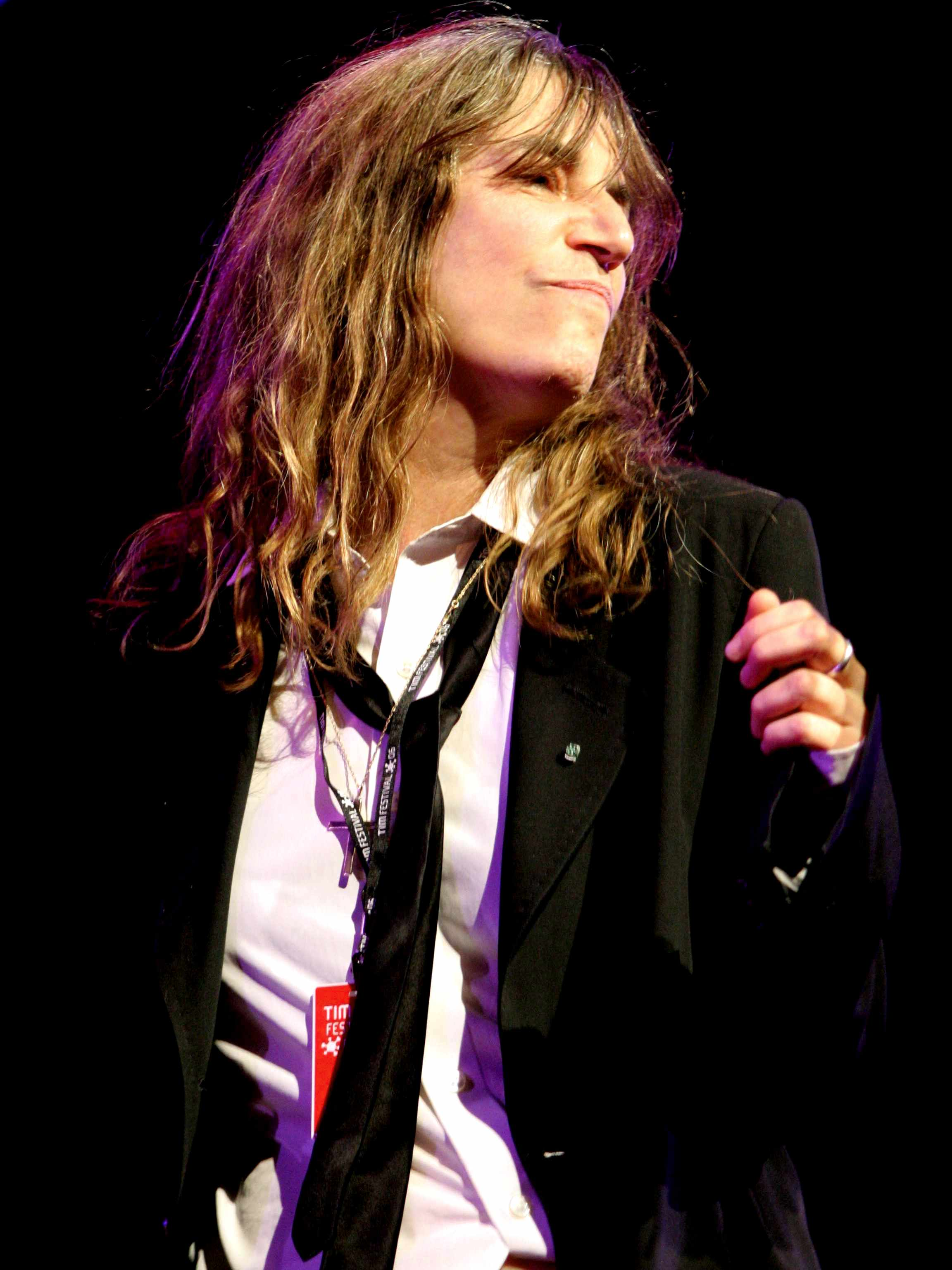
Rockartisten Patti Smith iklädd slips under en konsert i Rio de Janeiro i oktober 2006.

Slipsen är i dag en typisk manlig kläddetalj inom näringslivet, politik, diplomati och juridik. Men även i vissa nöjessammanhang finns det starka krav på att mannen ska ha slips, som på vissa krogar och klubbar. Slipsens utformning genom tiderna, geografiskt och inom olika grupper är främst en modefråga och en subkulturell signal att visa sin tillhörighet till ett kollektiv. Det finns även motståndare till slipsen och dess symbolvärden. Bland annat diskuteras hur slipsen bidrar till social konformitet. "Slipsar är meningslösa, obekväma och föraktas av alla utom av de mest inbitna masochisterna", konstaterar kritiker i Bangladesh som vänder sig emot att kostymen och slipsen ska fungera som universell kod i viktiga sammanhang.

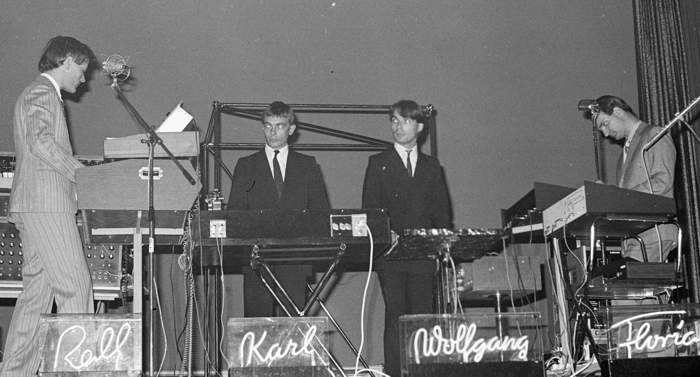
Inom många subkulturer har det varit populärt med slips. Den tyska gruppen Kraftwerk började bära kostym och slips i mitten av 1970-talet, vilket fick stort genomslag inom den framväxande syntpopkulturen.

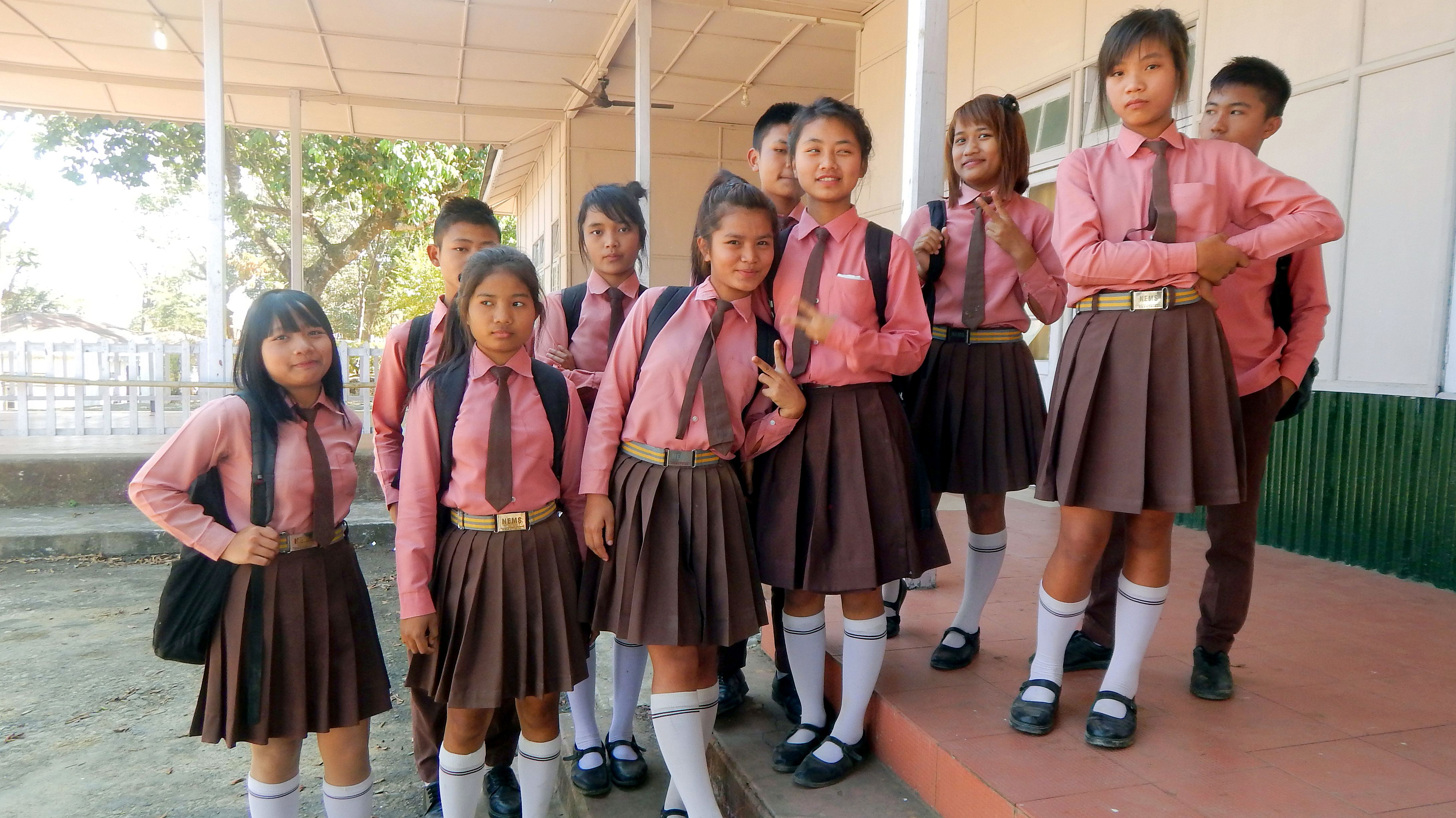
Indiska skolflickor iklädda skoluniform med kjol, skjorta och slips, i mars 2015.

I och med framväxandet av ungdomskulturen började slipsanvändandet att luckras upp. Åren 1967-1970 började slipsen bli alltmer omodern på många håll i västvärlden, utom i toppen av näringslivet, inom politiken och några andra områden.[källa behövs] I och med intåget av kvinnor på arbetsmarknaden och som chefer förändrades både kvinnors och mäns klädkoder på många arbetsplatser. Många män på tjänstemannanivå kunde klä sig ganska ledigt under 1970-talet. Slipsen fick ett uppsving under 1980-talet, men under 1990-talet föll den åter i onåd, särskilt inom techföretag. När dataintresserade startade företag och anställde andra likasinnade i sina expanderande företag var konceptet i princip fri klädsel hos många av företagen. Inom vissa populärkulturella subkulturer har slipsen inte bara varit accepterad utan även setts som ett typiskt moderiktigt plagg, exempelvis bland vissa grupper av synthare och mods.
I dag skiljer det mellan land och bransch om man har slips eller inte. Det beror på vad företaget vill utstråla, något som är knutet till renommé och varumärke. I vissa länder har ett fenomen som kallas Casual Friday uppstått på vissa företag, då medarbetarna inte behöver bära slips på fredagar medan andra företag kräver att de anställda bara bär slips på måndagar för "att starta arbetsveckan". Vissa företag har en liknande uppsättning regler när det gäller klänningar och kjolar för kvinnliga medarbetare. Det finns också regler kring slipsens längd precis som när det gäller kjolens längd. På möbelföretaget IKEA finns det en outtalad klädkod att de anställda inte ska ha slips utan en avslappnad klädstil.
Utanför Västvärlden har män mest använt slips i sammanhang då de har med västerländska företag att göra, men i vissa länder, som Japan används den även inom den inhemska affärsvärlden.